# Giannino Castiglioni
Giannino Castiglioni (4. května 1884 Milán – 27. srpna 1971 Lierna) byl italský sochař, malíř a medailér.
Věnoval se monumentálnímu a funerálnímu sochařství. Jeho styl byl reprezentativní a vzdálený modernistickým a avantgardním trendům počátku dvacátého století.